# Adam Pazio
Adam Pazio (ur. 27 września 1992 w Wołominie) – polski piłkarz, występujący na pozycji lewego obrońcy lub środkowego pomocnika.

## Życiorys
Pazio urodził się w Wołominie i jest wychowankiem lokalnego Huraganu, skąd w 2010 roku został, za 15 tysięcy złotych, kupiony przez Polonię Warszawa. W pierwszej drużynie Polonii zadebiutował 27 kwietnia 2012 roku w przegranym meczu z Lechem Poznań (0:1). W sezonie 2012/2013 został podstawowym zawodnikiem klubu z Warszawy. 6 czerwca 2013 roku rozwiązał kontrakt z Polonią Warszawa i stał się wolnym zawodnikiem. 20 czerwca 2013 podpisał dwuletni kontrakt z Lechią Gdańsk. Nie wypełnił go jednak, gdyż w letnim okienku transferowym przeszedł do Podbeskidzia Bielsko-Biała, podpisując z nim dwuletni kontrakt.
Był reprezentantem Polski U-20 w drużynie Władysława Żmudy.

## Statystyki ligowe
Stan na 11 maja 2015
| Sezon         | Klub             | Liga        | Mecze | Gole |
| ------------- | ---------------- | ----------- | ----- | ---- |
| 2011/2012 (w) | Polonia Warszawa | Ekstraklasa | 2     | 0    |
| 2012/2013     | Polonia Warszawa | Ekstraklasa | 27    | 0    |
| 2013/2014     | Lechia Gdańsk    | Ekstraklasa | 19    | 0    |
| 2014/2015     | Podbeskidzie B-B | Ekstraklasa | 20    | 0    |
| 2015/2016     | Podbeskidzie B-B | Ekstraklasa | 15    | 0    |
| 2016/2017     | Ruch Chorzów     | Ekstraklasa | 9     | 1    |
| 2017/2018     | Ruch Chorzów     | Nice I liga | 3     | 0    |

- Stan na 24 listopada 2017